# Concile de Trente
Le concile de Trente est le dix-neuvième concile œcuménique reconnu par l'Église catholique.
Convoqué par le pape Paul III le 22 mai 1542, en réponse aux demandes formulées par Martin Luther et Jean Calvin dans le cadre de la Réforme protestante, il débute le 13 décembre 1545 et se termine le 4 décembre 1563. Étalées sur dix-huit ans, ses vingt-cinq sessions couvrent cinq pontificats (Paul III, Jules III, Marcel II, Paul IV et Pie IV) et se tiennent à Trente dans la cathédrale de San Vigilio, puis à Bologne et enfin à nouveau à Trente, dans l'église Santa Maria Maggiore.
En réponse aux théories protestantes, le concile confirme la doctrine du péché originel affirmée lors du 16e concile de Carthage en 418, précise celle de la justification, de l’autorité de la Bible spécifique au catholicisme et confirme les sept sacrements, le culte des saints et des reliques ainsi que le dogme de la transsubstantiation. Sur le plan disciplinaire, il crée les séminaires diocésains, destinés à former les prêtres.
Trente est l'un des conciles les plus importants de l'histoire du catholicisme ; il est le plus abondamment cité par le concile de Vatican II (1962-1965). Entre Trente et Vatican II, il n'y eut qu'un seul concile, Vatican I (1869-1870), qui définit le dogme de l'infaillibilité pontificale mais fut interrompu par la guerre franco-allemande de 1870 et l'intervention des troupes italiennes qui, à la prise de Rome, annexèrent les États du pape.
Régine Pernoud présente ce concile comme « la coupure entre l'Église médiévale et l'Église des temps classiques ». Cette Église « de la Contre-Réforme » est aussi appelée Église « tridentine » (cet adjectif dérivant du nom latin de la ville de Trente, Tridentium).

## Historique

### La genèse de la réunion du concile
Les premiers appels au concile émanent de Luther lui-même. D'abord le 28 septembre 1518, puis le 11 octobre 1520 : il demande l'arbitrage d'un concile dans son conflit avec la papauté. En effet, le début du XVIe siècle est encore fortement marqué par l'idée que le concile, incarnation de l'Église universelle, est l'instance, supérieure au pape, où se juge toute injustice. La papauté connaît bien ce risque et Clément VII, pape de 1523 à 1534, hésita.
Les États protestants du Saint-Empire romain germanique réclament officiellement la tenue d'un concile allemand. Si Charles Quint est favorable à la tenue d'un concile, il refuse la convocation d'une assemblée uniquement allemande. Cependant, la guerre avec François Ier de France rend impossible la tenue d'une assemblée universelle.
En 1534, le pape Clément VII meurt. Paul III, son successeur, souhaite que l'Église reprenne l'initiative. Il accepte donc l'idée du concile dans une optique de réforme générale. Pour ce faire, il élève à la pourpre cardinalice des réformateurs italiens et constitue la Commission de emendenda Ecclesia, « pour la réforme de l'Église ». Charles Quint pense qu'un concile pourra rétablir l'unité chrétienne. Le 2 juin 1536 est publiée la bulle d'indiction, Ad Dominici gregis curam, qui fixe l'ouverture du concile le 22 mai 1537 à Mantoue.
Peu après, la guerre reprend entre Charles Quint et François Ier. Parallèlement, le lieu de la tenue du concile pose un problème : le duc de Mantoue formule des exigences démesurées tandis que la république de Venise refuse à demi-mot d'héberger l'assemblée, qui est donc ajournée. Le 22 mai 1542, Paul III publie de nouveau une bulle d'indiction, mais la guerre retarde de nouveau l'ouverture du concile jusqu'au 13 décembre 1545, cette fois à Trente, dans les Alpes, terre d'Empire.

### La première séance (1545-1549)
La première séance se tient dans la cathédrale de Trente, le 13 décembre 1545. Le légat qui ouvre la première session précise les buts de la réunion : exaltation de la foi et de la religion chrétienne, extirpation des hérésies, paix et union de l'Église, réformation du clergé, extinction des ennemis du christianisme. Tous les aspects de l'Église sont visés.
Pour la séance d'ouverture, la foule est maigre : trois légats, quatre archevêques, vingt évêques, le procureur de l'archevêque de Mayence et cinq généraux d'ordres. Calvin plaisantera à ce sujet : « Si c'estoit seulement un synode provincial, ils devroyent avoir honte de se trouver si peu »,. Pire encore, les États chrétiens considèrent que le concile est sous la coupe de l'Empereur. La France ne daigne y envoyer que trois évêques. Lors de la septième session, en mars 1547, seuls 68 prélats sont présents. Il faut dire que seuls les Italiens peuvent se rendre commodément à Trente.

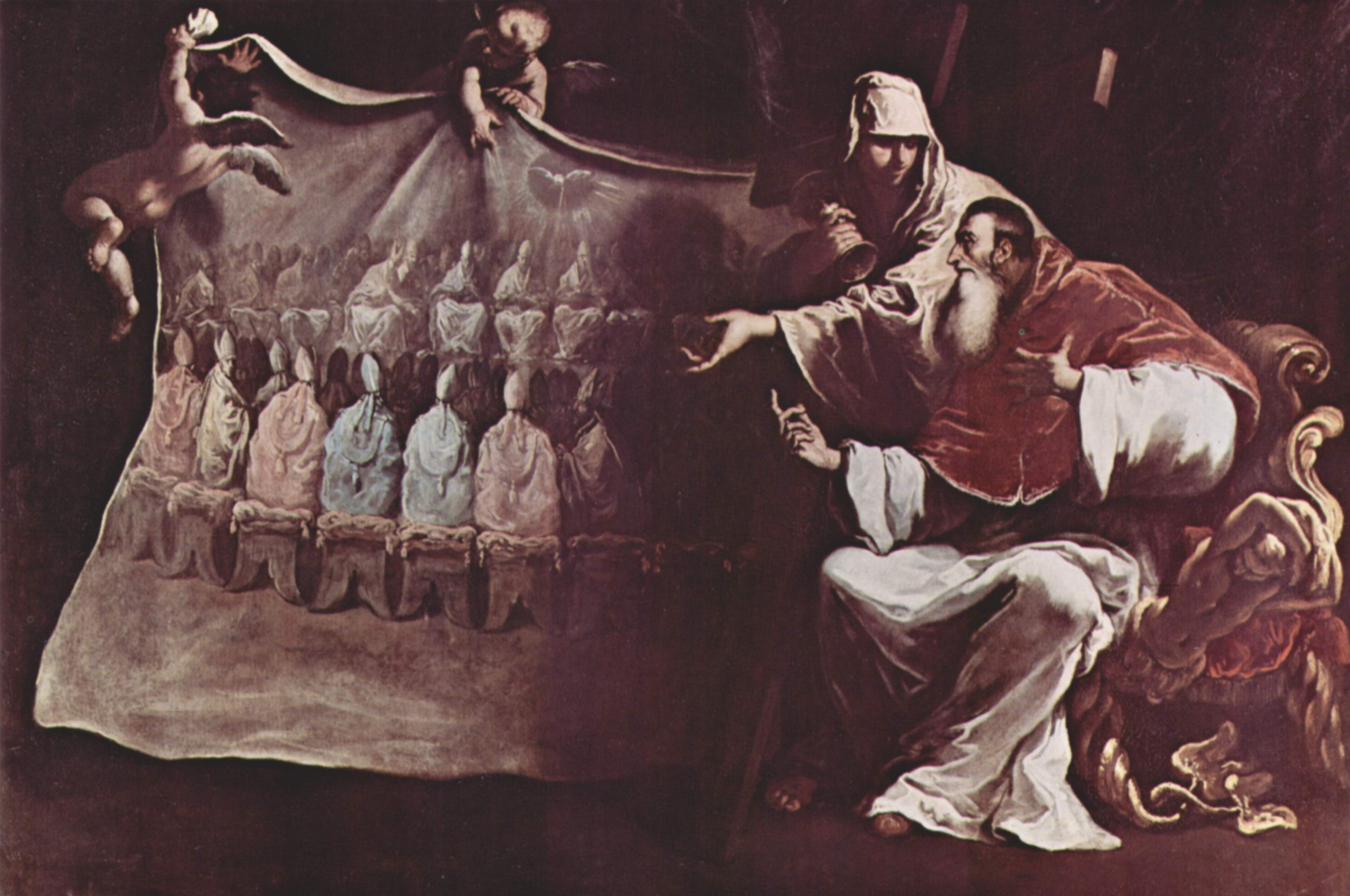
Paul III inspiré par la Foi pour convoquer le concile de Trente, par Sebastiano Ricci.

Rapidement, cependant, les Pères conciliaires entendent s'affranchir de la tutelle impériale. Contre Charles Quint qui veut les limiter aux abus ecclésiastiques, ils se saisissent également des questions dogmatiques. Contre sa volonté également, ils condamnent les doctrines protestantes : le 8 avril 1546, ils font de la Tradition un élément de la Révélation ; le 17 juin, ils réitèrent la conception catholique du péché originel et le 13 janvier 1547, ils font de même pour la justification. Devant leur audace, Paul III s'inquiète, alors que ses relations avec l'Empereur se tendent.
En mars 1547, Giovanni Maria del Monte, légat pontifical et secrétaire du concile, à la suite d'une épidémie à Trente, fait transférer le concile à Bologne. Furieux, Charles Quint interdit à ses prélats de quitter Trente, et déclare invalide le transfert. Dès lors, les sessions tenues à Bologne sont purement formelles. Les pères conciliaires prennent soin de ne prendre aucune décision, qui serait contestée par l'Empereur : aucun décret n'est voté pendant cette session. Parallèlement, Charles Quint ne fait pas poursuivre les travaux des prélats allemands restés à Trente. Le pape met donc fin à cette première série de réunions qui a compté jusqu'à 70 votants le 17 septembre 1549.

### La deuxième séance (1551-1552)
Peu de temps après, Paul III meurt. Le secrétaire du concile est élu pape et prend le nom de Jules III. Réputé anti-impérial, il tourne casaque aussitôt sacré et, dans l'espoir de ramener Parme dans le patrimoine familial, il s'allie avec l'Empereur, permettant ainsi au concile d'être rouvert le 1er mai 1551, sous la présidence du légat Marcello Crescenzio. Henri II, furieux, récuse le concile et interdit à ses prélats de s'y rendre. Pour sa part, Charles Quint force ses États protestants à dépêcher des représentants au concile. Seuls les ducs de Saxe et de Wurtemberg, l'électeur de Brandebourg et la ville de Strasbourg s'y plient. Sitôt arrivés, les ambassadeurs protestants posent leurs conditions, qui sont rejetées par le concile qui, au contraire, réaffirme le dogme de la transsubstantiation. Parallèlement, les Pères espagnols et la papauté s'opposent sur la réforme disciplinaire des clercs.

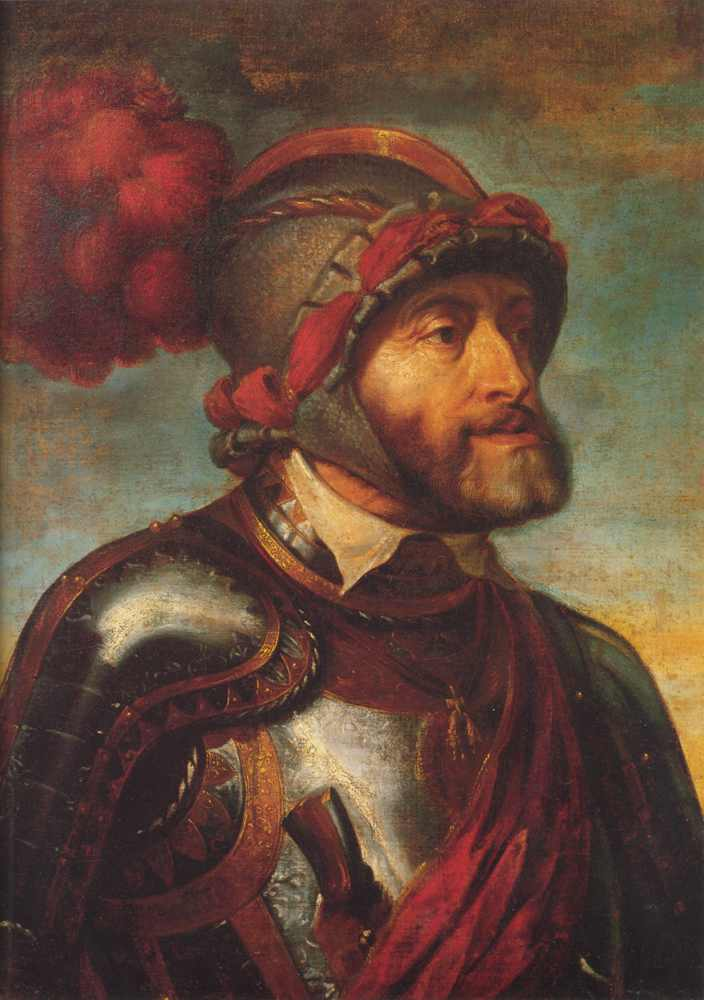
Charles Quint, par Titien.

En 1552, les États protestants et Henri II déclarent la guerre à Charles Quint. L'armée de Maurice de Saxe qui dirige la ligue de Smalkalde menace le sud de l'Allemagne. Le 28 avril, le concile est levé et évacue la ville. Le nombre de votants n'a pas dépassé les 65 pendant cette deuxième session.
Jules III prend acte de l'échec du concile en matière d'unité chrétienne. Il se replie sur la réforme de l'Église catholique et prépare une bulle qu'il n'a pas le temps de publier. Son successeur, Paul IV, élu en 1555, se consacre à la réforme des institutions romaines. Il réforme la Daterie et l'Inquisition.
En 1556, Charles Quint abdique et partage ses possessions entre son fils Philippe II et son frère Ferdinand Ier du Saint-Empire. Il meurt en 1558. En 1559, c'est le roi de France Henri II qui trouve la mort accidentellement. Son successeur François II meurt dès l'année suivante laissant le trône à son frère Charles IX qui, avec leur mère, Catherine de Médicis, face à une France déchirée, souhaitent alors convoquer un concile purement français pour régler la question religieuse. Ce sera la tentative du colloque de Poissy (1561). Pour la papauté, un concile séparé est inacceptable.
Pie IV, élu en décembre 1559 doit faire face à des pressions divergentes. Le roi d'Espagne Philippe II veut reprendre les débats du concile. L'empereur Ferdinand Ier, les Français, les Allemands souhaitent l'organisation d'un nouveau concile qui réaliserait un accord avec les protestants. Le pape convoque finalement de nouveau le concile à Trente par la bulle Ad Ecclasiæ regimen (29 novembre 1560).

### La troisième séance (1562-1563)
Le 18 janvier 1562, le concile est de nouveau ouvert, cette fois avec davantage de prélats, mais encore majoritairement italiens. Cette session du concile porte principalement sur le sacrement de l'ordre, plus précisément sur la résidence épiscopale. En novembre, la délégation française arrive présidée par le cardinal de Lorraine. Le débat se porte alors sur la définition du pouvoir pontifical. Les affrontements sont rudes entre la « conception romaine » fondée sur le pouvoir pontifical et la « conception épiscopaliste » défendue par les Espagnols, les Français et une minorité italienne, selon laquelle l'évêque est institué directement par Dieu.
Dans leur élan, les Pères conciliaires entendent s'attaquer aux abus des princes. Aussitôt, les rois de France et d'Espagne font part de leur mécontentement. Les ambassadeurs français quittent Trente après maintes protestations. Le projet de décret est finalement écarté. Le concile s'achève par une succession de décrets sur le purgatoire, le culte des saints ou encore les reliques.

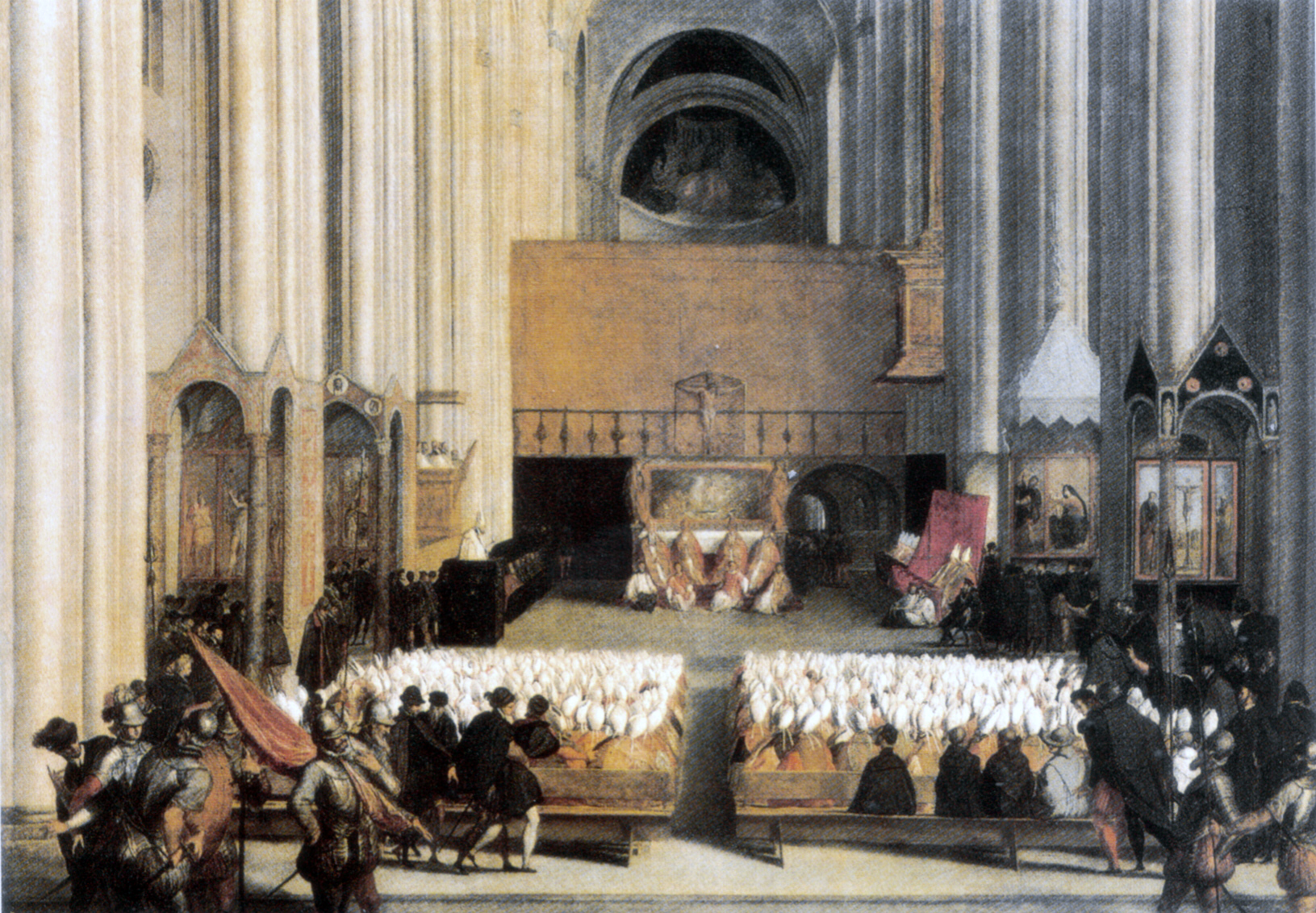
4 décembre : clôture du concile de Trente, toile attribuée à Paolo Farinati.

Les 3 et 4 décembre 1563 se tient la séance de clôture. L'ensemble des décrets du concile est lu devant les Pères, rassemblés dans la cathédrale Saint-Vigile de Trente. Les archevêques et les évêques y sont beaucoup plus nombreux que dans les réunions précédentes. 220 prélats signent l'acte final le 4 décembre 1563. Au terme de cette lecture, le légat Giovanni Girolamo Morone, secrétaire du concile, demande aux Pères s'ils souhaitent clore leur assemblée. Tous ayant répondu amen, le cardinal de Lorraine rend grâce :
- aux différents papes du concile ;
- à Charles Quint, à l'empereur Ferdinand et aux « sérénissimes rois » (non nommés) ayant protégé le concile ;
- aux légats apostoliques ;
- aux cardinaux et ambassadeurs ;
- aux évêques.

À chacune de ses acclamations répond la foule des Pères conciliaires. Enfin, il s'exclame : « Anathème à tous les hérétiques ! », repris par les Pères : « Anathème, anathème ! »

## Apport conciliaire

### Œuvre dogmatique
Première caractéristique du travail doctrinal du concile, il est conçu directement en réponse aux thèses protestantes. Il n'a donc rien de systématique.

#### La Révélation
S'agissant des sources de la Révélation, le concile définit, à l'occasion de sa IVe session (8 avril 1546), le Canon — c'est-à-dire le contenu considéré comme authentiquement révélé —, dans lequel sont inclus des livres que les protestants qualifient d'apocryphes et les catholiques de deutérocanoniques. La Vulgate, traduction latine rédigée par Jérôme de Stridon au Ve siècle, reçoit un monopole d'authenticité pour la discussion, la catéchèse et la prédication dans l'Église catholique. Les éditions de la Bible sont désormais soumises à la censure des autorités ecclésiastiques.
À la différence de versions plus récentes de la Bible, la Vulgate est reconnue fiable du fait qu'on n'y a jamais décelé d'hérésie. Elle n'est cependant pas exempte d'erreurs ou de reproches et mérite une révision. La lecture d'autres versions que la Vulgate n'est pas interdite. Cela n'intervient que plus tard, sous la poussée de l'Inquisition en Espagne et contre les traductions jansénistes en France.
Par ailleurs, la question de la traduction de la Bible en langue vernaculaire est abordée, mais après d'abondants débats, le concile choisit de ne pas trancher. En pratique, toutes les éditions de la Bible en langue vulgaire sont mises à l'Index en 1559.
Le concile reconnaît également la Tradition comme source de la Révélation. Il la définit comme « les traditions non écrites qui, reçues par les Apôtres de la bouche du Christ lui-même ou transmises comme de main en main par les Apôtres sous la dictée de l'Esprit Saint sont parvenues jusqu'à nous. » Le concile se garde bien, cependant, de dresser la liste de ces traditions. Calvin conclut que « tout ce qu'ils mettront en avant, combien qu'il ne soit nullement fondé en l'Escriture, sera mis au nombre des traditions, lesquelles ils veulent qu'on croye autant que la loy et les prophètes. »
Le décret sur la Révélation suscite des réticences chez certains Pères conciliaires, entre autres Giacomo Nacchiante.

#### Le salut
Le dogme du péché originel est défini lors de la Ve session, le 17 juin 1546. S'il touche tous les hommes, il est effacé par le baptême : « En ceux qui sont nés de nouveau, rien n'est l'objet de la haine de Dieu. » Par ce décret, le concile s'oppose résolument aux thèses protestantes d'une nature humaine irrémédiablement corrompue : pour eux, l'homme n'est plus intrinsèquement pécheur, mais entraîné au péché par la concupiscence, auquel il se doit de résister.

La Loi et la Grâce par Lucas Cranach l'Ancien (1529), Galerie nationale de Prague.

Le concile aborde ensuite, dans sa VIe session (13 janvier 1547), le problème de la « justification », c'est-à-dire des modalités du salut. Dans un très long texte (16 chapitres, 33 canons), le concile explique que la foi est à l'origine du salut de l'homme. Cependant, « personne ne peut savoir, d'une certitude absolue de foi excluant toute erreur, qu'il a obtenu la grâce de Dieu » : le concile s'oppose là non seulement aux protestants, mais à une vieille tradition médiévale. L'homme doit donc lutter sans cesse, et progresser dans la foi. L'homme est donc justifié par la foi et par les œuvres, l'existence du purgatoire, du culte des saints, des images, des reliques, la pratique des indulgences. Les pères conciliaires rappellent l'existence des sept sacrements, tous nécessaires au salut. Ces sacrements doivent être conférés par un prêtre, sauf le baptême pouvant être conféré par un laïc. Le sacrement de l'ordre (ordination) ne peut être conféré que par un évêque.
Il y a donc en même temps rejet de la justification par la foi seule soutenue par Luther, et refus de la thèse de la duplex justitia, « double justice » (du Christ et des hommes), sorte de consensus entre catholiques et protestants défendu à Trente par plusieurs théologiens, dont le cardinal Girolamo Seripando, prieur général des Augustins, et récusé notamment par le jésuite Jacques Lainez,.

#### La définition des sacrements
Le concile confirme la liste des sept sacrements dégagée par l'Église à la fin du XIIIe siècle : baptême, eucharistie, pénitence, confirmation, ordination, mariage et extrême-onction. Ces sacrements sont déclarés efficaces par eux-mêmes (ex opere operato), indépendamment de celui qui les administre, et même de celui qui les reçoit. Ils sont tous nécessaires au salut. Ces sacrements doivent être conférés par un prêtre. En définissant l'eucharistie, le concile maintient et confirme le dogme de la transsubstantiation :

« Par la consécration du pain et du vin s'opère le changement de toute la substance du pain en la substance du Corps du Christ notre Seigneur et de toute la substance du vin en la substance de son Sang ; ce changement, l'Église catholique l'a justement et exactement appelé transsubstantiation. »

La nécessité de conserver les hosties et le vin consacré dans un endroit sacré est affirmée. La messe reste un sacrifice. Elle doit être dite en latin mais le prêtre peut faire le sermon en langue vernaculaire. Les Pères écartent donc la thèse luthérienne de la consubstantiation et la thèse sacramentaire, niant la présence réelle. En ce qui concerne le sacrement de pénitence et de réconciliation, les décrets insistent sur la contrition, « douleur intérieure et détestation du péché » et de l'attrition, « honte du péché, crainte du châtiment et des peines ». L'attrition est une étape sur le chemin de la grâce.
Concernant le mariage, le décret Tametsi promulgué en 1563 impose la publicité du mariage chrétien, et entreprend ainsi de mettre fin à la pratique de l'union clandestine.
À la suite de ce concile est rédigé, dès 1566, le Catéchisme du concile de Trente.

#### Le culte des saints
Le concile a confirmé le culte des saints, mais établit une distinction entre le culte de dulie, simple vénération due aux saints, et le culte de latrie, adoration qui n'est due qu'à Dieu et à chacune des hypostases de la Trinité chrétienne. Le culte de la Vierge Marie est appelé hyperdulie.

#### Le principe de majorité
Le concile introduit le secret du vote et affirme que la majorité doit être présumée sanior. Adhémar Esmein souligne l'importance de l'introduction du secret du vote dans cette évolution : « C'était par là même sanctionner la loi du nombre, la majorité absolue et dans tous les cas, puisque le système antérieur exigeait, comme on l'a vu, qu'on sût pour quel candidat chacun avait voté. La règle subsidiaire sur les deux tiers des voix tombait également, puisqu'elle avait pour unique objet d'empêcher, lorsqu'elle s'appliquait, la collatio quant à l'autorité, au zèle et au mérite ».

### Œuvre disciplinaire
Les Pères conciliaires entendent réformer l'Église de l'intérieur. Ils n'hésitent pas à citer leur propre exemple pour dénoncer les abus ecclésiastiques : ainsi du cardinal de Lorraine, archevêque à 14 ans. Reprenant des canons médiévaux, le concile fixe à 27 ans l'âge minimal de la prêtrise.

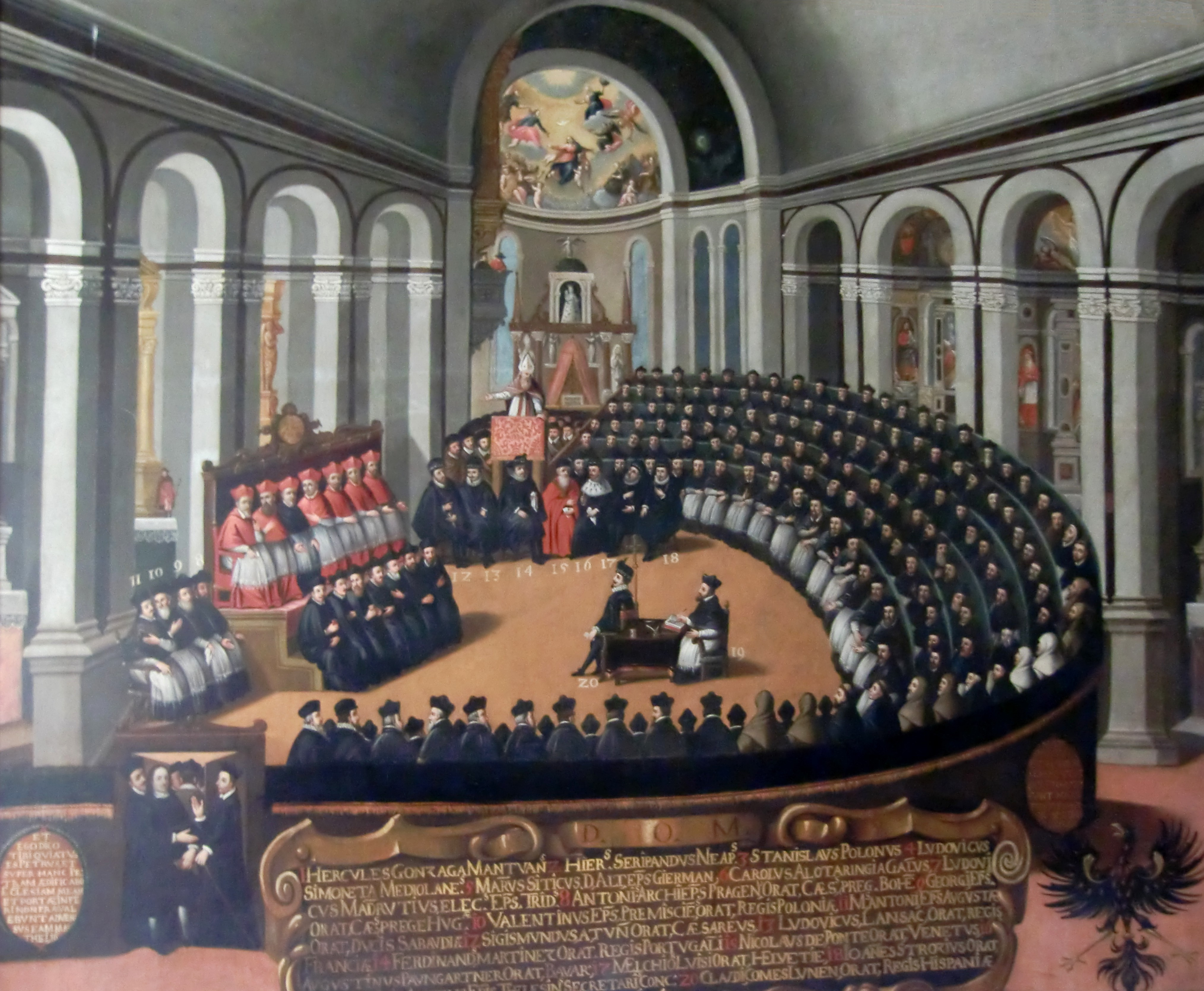
Une session du concile, musée du château du Bon-Conseil, Trente.

La résidence des évêques est abordée lors de la VIe session, le 13 janvier 1547. Le concile reste prudent : il prévoit des sanctions contre les évêques fautifs, allant jusqu'à la privation de leur temporel, mais aussi des cas de dispense, le pape restant l'arbitre en la matière. Les pouvoirs des évêques sont renforcés : désormais, ils doivent visiter chaque année toutes les églises de leur diocèse, même celles qui bénéficient d'une exemption accordée par le pape. Le concile parvient à ménager les susceptibilités pontificales en rappelant que l'évêque tire son pouvoir du Saint-Siège lui-même.
Les décrets de réformation précisent le pouvoir des évêques, interdisent le cumul des évêchés et des cures, précisent les règles d'établissement des institutions scolaires et de la désignation des prédicateurs. L'évêque reçoit le pouvoir sur les images et l'iconographie religieuse dans les Églises. Les communautés religieuses sont placées directement sous sa responsabilité. Ils rappellent le pouvoir des évêques en matière d'ordination et l'obligation pour tous les clercs de porter l'habit ecclésiastique en permanence. « D'une façon générale, Trente sous-tend une vision très cléricale de l'Église, qui passe par une différenciation sociale du clerc : le clerc doit être décent, s'habiller de façon distincte des laïcs, ne pas fréquenter les tavernes »[réf. incomplète].
Le concile met l'accent sur le rôle pastoral de l'Église : lors de sa Ve session, il institue un poste de lecteur en Écritures dans chaque cathédrale, couvent ou monastère, et un poste de maître de grammaire dans les églises plus petites. Il rappelle aux évêques leur obligation de prêcher ou de faire prêcher. Il institue des séminaires pour la formation du clergé. Cependant, il laisse subsister un flou entre école pour enfants pauvres et centre de formation des clercs. Le modèle du séminaire tridentin ne s'établit clairement que lors de la distinction entre petit et grand séminaire, ce dernier accueillant des élèves plus âgés, ayant reçu un ordre mineur. Enfin, le concile appelle les artistes à respecter la décence et à présenter des modèles doctrinaux clairs. De fait, le concile compte sur les évêques et les curés pour entamer la reconquête sur les protestants.

## Conséquences du concile

### Dans le monde catholique

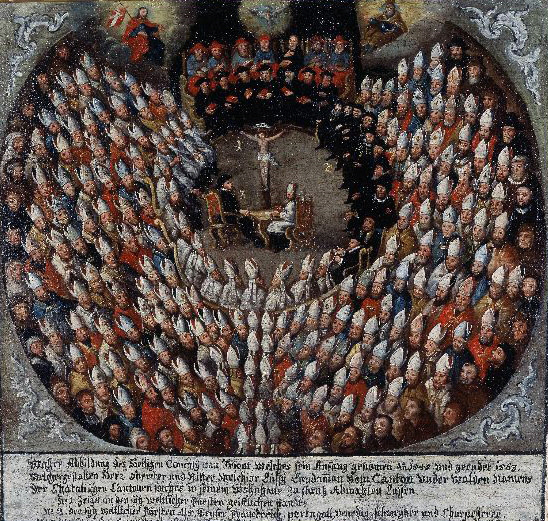
Vision catholique du concile de Trente, copie (v. 1770) d'un original de 1563, Musée national suisse, Zurich.

Selon l'historienne Nicole Lemaître : « Le Concile de Trente a été la réponse catholique pour se protéger de la réforme protestante alors perçue comme une agression. Cette crispation a provoqué des décisions dont nous subissons toujours les conséquences, notamment dans le gouvernement de l'Église : absolutisme pontifical, centralisation, culte du secret ».
Selon Alain Tallon, alors qu'il est essentiellement théologique, le concile marque toutefois un redémarrage étonnant du catholicisme en France : « Ceci explique peut-être une nostalgie d'une partie de l'Église envers lui. […] Mais cette vision idéalisée, défendue en particulier par le courant lefebvriste, est aussi caricaturale que certains propos entendus en 1968 disant qu'il fallait en finir avec le Concile de Trente ».
Sur le plan de l'art, en contradiction avec le courant iconoclaste de la réforme, les images sont encouragées dans une visée didactique mais aussi pour favoriser une dévotion soutenue par l'émotion comme celle autour des saints ou de la Passion du Christ. Il se développe dans l'art religieux, les peintures monumentales et la statuaire, une production rattachée au baroque. Elle répond à deux courants, parfois contradictoires, un courant mystique de dévotions et un courant intellectuel et doctrinaire justifiant certaines censures.

### Dans le monde protestant

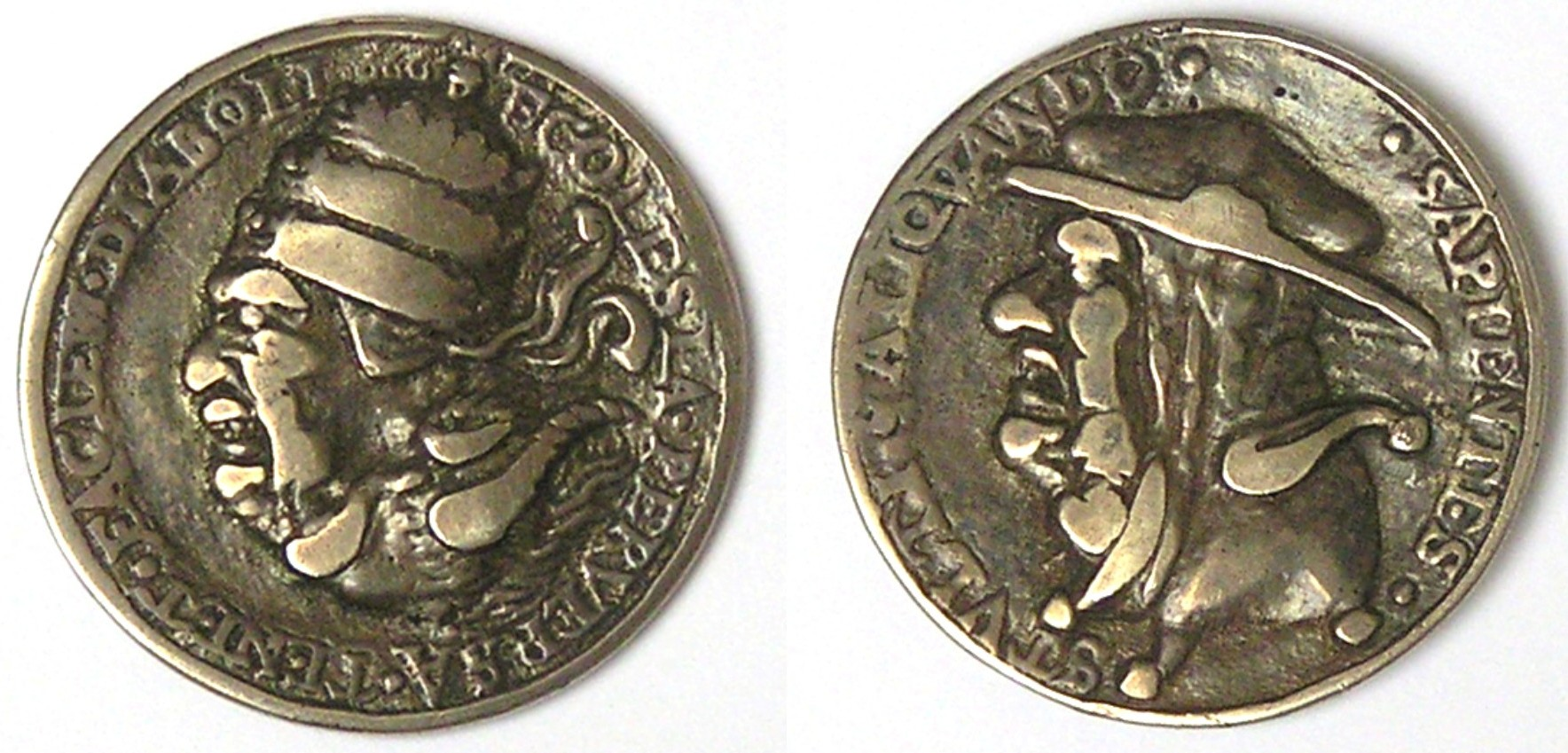
Médaille satirique protestante de 1580 (l'original daterait de 1545). Sur l'avers, le pape apparaît, mais si on la fait tourner de 180° c'est le diable qui surgit. Au revers, c'est un cardinal qui, tourné lui aussi à 180°, devient un bouffon.

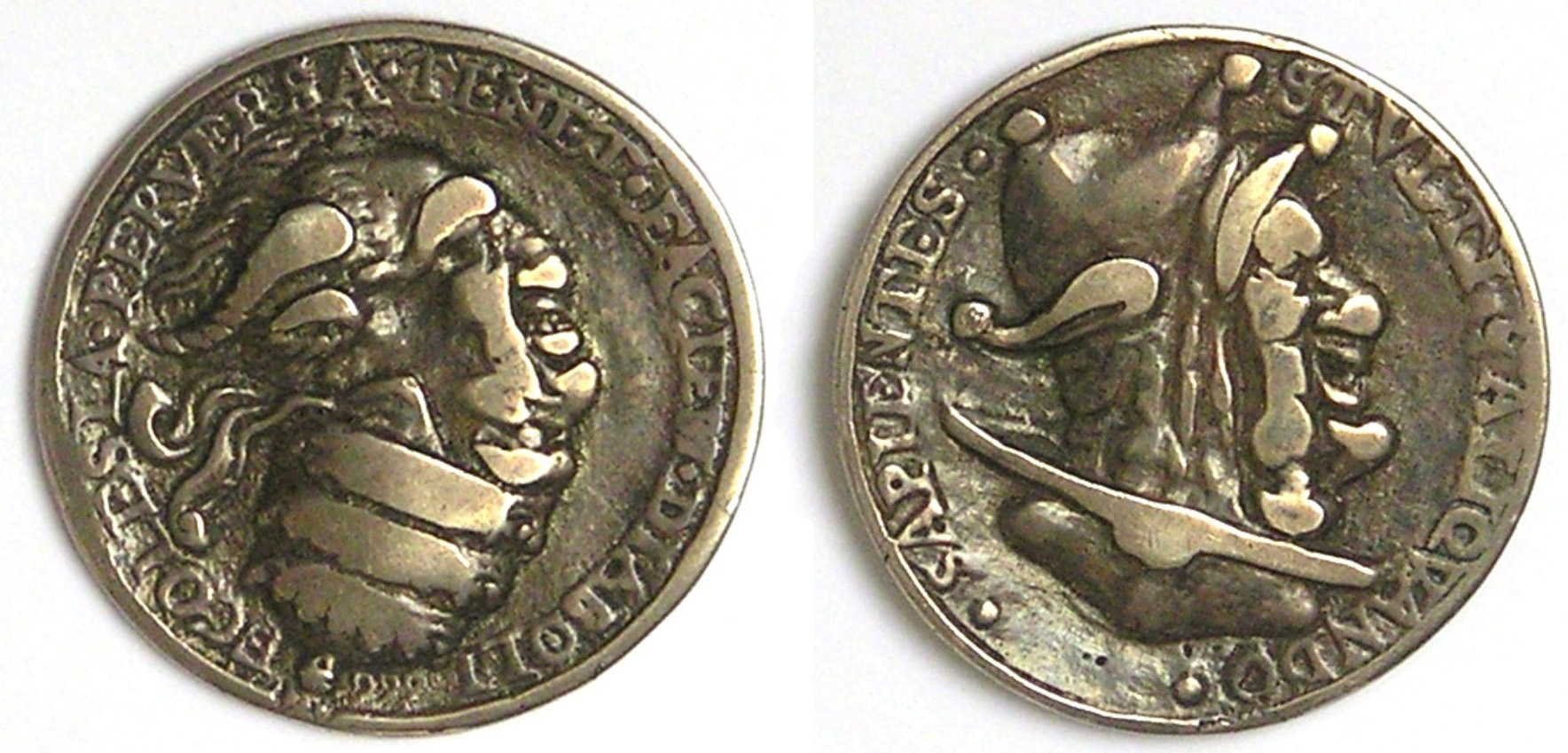
L'avers et le revers tournés à 180°. La première inscription en latin est ECCLESIA PERVERSA TENET FACIEM DIABOLI, soit « l'Église perverse a le visage du diable ». Perversa offre un jeu de mots puisque ce terme signifie aussi « entièrement retourné » (de 180°). La deuxième inscription, SAPIENTES STULTI ALIQUANDO, veut dire « les sages sont quelquefois des imbéciles ».

Sur les 87 ouvrages écrits entre 1546 et 1564 pour critiquer le concile de Trente, 41 sont l'œuvre de Pier Paolo Vergerio, ancien évêque catholique converti au protestantisme. Les quatre volumes de l'Examen Decretorum Concilii Tridentini de Martin Chemnitz, publiés de 1565 à 1573, constituent la principale riposte luthérienne au concile.
En France, la fin du concile coïncide avec le début des guerres de Religion.
Il en va de même aux Pays-Bas, où les guerres de Religion prennent la forme d'une guerre d'indépendance connue sous le nom de guerre de Quatre-Vingts Ans.